# Sturla Lægreid
Sturla Holm Lægreid (Bærum, 20 de febrero de 1997) es un deportista noruego que compite en biatlón.
Participó en los Juegos Olímpicos de Pekín 2022, obteniendo una medalla de oro en la prueba de relevo.
Ganó catorce medallas en el Campeonato Mundial de Biatlón entre los años 2021 y 2025, y una medalla de plata en el Campeonato Europeo de Biatlón de 2020.

## Palmarés internacional
| Juegos Olímpicos   | Juegos Olímpicos             | Juegos Olímpicos  | Juegos Olímpicos |
| Año                | Lugar                        | Medalla           | Prueba           |
| ------------------ | ---------------------------- | ----------------- | ---------------- |
| 2022               | Pekín (China)                | Medalla de oro    | Relevo           |
| Campeonato Mundial |                              |                   |                  |
| Año                | Lugar                        | Medalla           | Prueba           |
| 2021               | Pokljuka (Eslovenia)         | Medalla de oro    | Individual       |
| 2021               | Pokljuka (Eslovenia)         | Medalla de oro    | Salida en grupo  |
| 2021               | Pokljuka (Eslovenia)         | Medalla de oro    | Relevo           |
| 2021               | Pokljuka (Eslovenia)         | Medalla de oro    | Relevo mixto     |
| 2023               | Oberhof (Alemania)           | Medalla de oro    | Relevo mixto     |
| 2023               | Oberhof (Alemania)           | Medalla de plata  | Persecución      |
| 2023               | Oberhof (Alemania)           | Medalla de plata  | Individual       |
| 2023               | Oberhof (Alemania)           | Medalla de plata  | Relevo           |
| 2023               | Oberhof (Alemania)           | Medalla de bronce | Velocidad        |
| 2024               | Nové Město (República Checa) | Medalla de oro    | Velocidad        |
| 2024               | Nové Město (República Checa) | Medalla de plata  | Persecución      |
| 2024               | Nové Město (República Checa) | Medalla de plata  | Relevo           |
| 2025               | Lenzerheide (Suiza)          | Medalla de oro    | Relevo           |
| 2025               | Lenzerheide (Suiza)          | Medalla de plata  | Salida en grupo  |
| Campeonato Europeo |                              |                   |                  |
| Año                | Lugar                        | Medalla           | Prueba           |
| 2020               | Minsk-Raubichi (Bielorrusia) | Medalla de plata  | Persecución      |